# Dracocephalum
 Dracocephalum és un gènere que agrupa aproximadament 45 espècies d'angiospermes herbàcies i perennes que pertany a la família de les lamiàcies, anomenat dracocèfal.

## Distribució
Gènere natiu de les regions atemperades de l'hemisferi nord. La seua regió s'estén des de l'est d'Europa fins a Sibèria.

## Cultiu
Resistent al fred i fàcil de cultivar en climes atemperats en un sòl prou fèrtil, amb una necessitat d'humitat abundant en primavera i estiu. Un lloc assolellat però protegit serà el millor per a ells. Es pot propagar per divisió de grups, poden arribar a créixer fins a uns 15-19 centímetres.

## Taxonomia
| - Dracocephalum argunense - Dracocephalum austriacum - Dracocephalum botryoides - Dracocephalum bullatum - Dracocephalum calophyllum - Dracocephalum forrestii - Dracocephalum grandiflorum - Dracocephalum hemsleyanum - Dracocephalum heterophyllum - Dracocephalum imberbe - Dracocephalum isabellae | - Dracocephalum moldavicum - Dracocephalum nutans - Dracocephalum parviflorum - Dracocephalum peregrinum - Dracocephalum purdomii - Dracocephalum renatii - Dracocephalum rupestre - Dracocephalum ruyschiana - Dracocephalum tanguticum - Dracocephalum thymifolium - Dracocephalum wallichii |

- Llista completa